# Mangalvedhe
Mangalvedhe é uma cidade  no distrito de Solapur, no estado indiano de Maharashtra.

## Demografia
Segundo o censo de 2001, Mangalvedhe tinha uma população de 21,694 habitantes. Os indivíduos do sexo masculino constituem 52% da população e os do sexo feminino 48%. Mangalvedhe tem uma taxa de literacia de 68%, superior à média nacional de 59.5%: a literacia no sexo masculino é de 76% e no sexo feminino é de 60%. Em Mangalvedhe, 13% da população está abaixo dos 6 anos de idade.